# اولاد رشاش
اولاد رشاش (به عربی: أولاد رشاش) یک شهرداری در الجزایر است که در استان خنشله واقع شده‌است. اولاد رشاش ۲۲٬۵۰۹ نفر جمعیت دارد.